# Peltoboykinia tellimoides
Peltoboykinia tellimoides là một loài thực vật có hoa trong họ Saxifragaceae. Loài này được (Maxim.) H. Hara miêu tả khoa học đầu tiên năm 1937.